# Vila Mladek (Vidnava)
Vila Mladek je samostatně stojící dům v ulici 9. května čp. 241 ve Vidnavě v okrese Jeseník. Byl zapsán do seznamu kulturních památek ČR před rokem 1988 a je součástí městské památkové zóny Vidnava.

## Historie
Významný urbanistický rozvoj města probíhal na přelomu 15. a 16. století; vyvrcholil v roce 1551 výstavbou renesanční radnice. Další vliv na renesanční přestavbu města měl požár v roce 1574. V období třicetileté války město v roce 1632 vyhořelo a znovu se obnovovalo. Další přestavby v podobě dolnoslezského baroka přišly po požáru části města v roce 1713. Rozvoj plátenictví znamenal rozvoj výstavby po skončení sedmileté války. V třicátých letech 19. století byla zbourána převážná část hradeb i obě městské brány. Podle mapy stabilního katastru lze zaznamenat růst města jehož vrcholem je rok 1850, kdy sídlem soudního okresu se stal Jeseník. Ve Vidnavě pak byly nejvýznamnějšími stavbami nová radnice (1867), gymnázium (1871), škola (1887) s kaplí (1898) a filiálním domem (1914) boromejek, kostel svatého Františka z Assisi (1897) nebo stavba železnice (1897). V období první republiky začala Vidnava upadat. V druhé polovině 20. století byla řada cenných měšťanských domů zbořena nebo zcela přestavěna. Na jejich místě byly postaveny panelové domy. V roce 1992 bylo po vyhlášení památkové zóny městské historické jádro konsolidováno.
Mezi domy památkové zóny patří vila Mladek ulici 9. května čp. 241, která byla přestavěna z budovy ze 17. století. Vilu, která stála za městskými hradbami u mlýnského náhonu, přestavěl do novobarokního slohu v letech 1888–1900 notář Otokar Mladek. Budovu v roce 2008 opustila cizinecká a pohraniční policie a dům byl z rozhodnutí města určen k prodeji, který byl neúspěšný.

## Popis

### Exteriér
Vila je novobarokní patrová omítaná podsklepená stavba postavena z cihel na půdorysu čtverce a zakončena valbovou střechou. Průčelí obrácené do ulice 9. května je tříosé, vertikálně členěno průběžnou římsou a zakončeno korunní římsou s zubořezem. Horizontální členění do tří okenních os se středovým rizalitem s arkýřem. Přízemí je zdobné bosáží (střídající se propadlé a vystupující pásy). Vchod je umístěn ve středové ose, po stranách jsou okna se segmentovým záklenkem v šambránách. V patře je rohová bosáž, okna po stranách arkýře jsou pravoúhlá s přímou nadokenní římsou a v šambránách. Hranolový arkýř je zakončen stříškou orientálního tvaru. Je nesen konzolami, které jsou zdobené barokním ornamentem a zakončeny klapkami. Arkýřové nárožní sloupky jsou zdobeny rostlinným motivem. Čelní okno je trojdílné. Nad arkýřem je vysoký vikýřový štít složený s dolní části volutového štítu s oknem a na něm edikulový štít s iniciálami O. M. v kruhu. Boční fasády jsou dvouosé s obdobným členěním jako hlavní průčelí. 

### Interiér
Uspořádání domu je trojdílné s komunikačním prostorem ve středním traktu. Ve vstupní hale jsou pravidelně rozmístěné vysoké pilastry s hlavicemi zdobené vejcovodem, na nich je kladí ve formě profilovaného fabionu. Na levé straně je edikula. Hala je rozdělena bohatě vyřezávanou dřevěnou prosklenou příčkou na část pro veřejnost a soukromou. Přístup do kanceláří v bočních traktech určených pro veřejnost je z haly jedním vstupem z podesty vstupního schodiště. V místnostech jsou ploché stropy. V obytné části prochází prostorná chodba s dvouramenným kamenným schodištěm s litinovým zábradlím. V úrovni prvního patra je přístup do místností v boční části. Vedle schodiště je úzká chodba, která vede do zadní přístavby. Schodiště vede do patra a do krovu a také se po něm dá sejít k vstupu v zadní části a do sklepa.